# 赤田次郎
赤田 次郎（あかだ の じろう）は、平安時代後期の武士。奥州藤原氏の家人。

## 略歴
奥州藤原氏の一族で、越後国刈羽郡赤田保を名字の地とするとされるが異説もある。文治5年（1189年）、奥州合戦において、金十郎・勾当八と刈田郡根無藤（現・蔵王町円田）砦の大将として布陣する。8月10日、阿津賀志山の戦いに勝利した頼朝方の三沢安藤四郎・飯富宗長が根無藤へ攻めかかるとよく防戦したが、金十郎が戦死すると遂に総崩れとなった。赤田次郎は勾当八ら30人と捕虜になった。翌月、泰衡が家人の河田次郎に討たれて首級が頼朝の元に送られると、頼朝は和田義盛と畠山重忠に首実検を行うように命じた。その際、捕虜だった赤田次郎が召し出され、首級は泰衡のものに相違ない旨を証言している。その後は近江国犬上郡曾我に領地を与えられ、子孫定住したという。